# Notiospathius
Notiospathius is een geslacht van insecten uit de orde vliesvleugeligen (Hymenoptera) en de familie schildwespen (Braconidae).

## Soorten
Deze lijst van 36 stuks is mogelijk niet compleet.
- N. angustus Marsh, 2002
- N. ater De Jesus-Bonilla, Nunes, Penteado-Dias & Zaldivar-Riveron, 2011
- N. badius Marsh, 2002
- N. bicolor Marsh, 2002
- N. boharti Marsh, 2002
- N. bribri Marsh, 2002
- N. carolinae (Marsh, 2002)
- N. caudatus (Szepligeti, 1902)
- N. columbianus (Enderlein, 1912)
- N. diversus (Szepligeti, 1902)
- N. eleutherae (Ashmead, 1896)
- N. flavotestaceus (Ashmead, 1895)
- N. fuscipes (Cameron, 1887)
- N. janzeni Marsh, 2002
- N. johnlennoni De Jesus-Bonilla, Nunes, Penteado-Dias & Zaldivar-Riveron, 2011
- N. leucacrocera (Enderlein, 1912)
- N. meliorator (Fabricius, 1804)
- N. melosus Marsh, 2002
- N. necator (Fabricius, 1804)
- N. niger Marsh, 2002
- N. ninae Marsh, 2002

- N. novateutoniae De Jesus-Bonilla, Nunes, Penteado-Dias & Zaldivar-Riveron, 2011
- N. ornaticornis (Cameron, 1887)
- N. pauli (Marsh, 2002)
- N. platycorsus Marsh, 2002
- N. protenus Marsh, 2002
- N. rugonotum Marsh, 2002
- N. saminae Marsh, 2002
- N. sculpturatus (Enderlein, 1912)
- N. shawi Marsh, 2002
- N. striatifrons (Cameron, 1887)
- N. sulcatus De Jesus-Bonilla, Nunes, Penteado-Dias & Zaldivar-Riveron, 2011
- N. terminalis (Ashmead, 1894)
- N. tinctipennis (Cameron, 1887)
- N. ugaldei Marsh, 2002
- N. xanthofasciatus De Jesus-Bonilla, Nunes, Penteado-Dias & Zaldivar-Riveron, 2011